# Marek Kulič
Marek Kulič, né le 11 octobre 1975 à Hradec Králové en Tchécoslovaquie, est un ancien footballeur international tchèque évoluant au poste d'attaquant.

## Palmarès
- Champion de Tchéquie en 2007 avec le Sparta Prague.
- Vainqueur de la Coupe de Tchéquie en 2011 avec le FK Mladá Boleslav.